# Distichophyllum taylorii
Distichophyllum taylorii là một loài Rêu trong họ Hookeriaceae. Loài này được Sim mô tả khoa học đầu tiên năm 1926.